# Tổng thống Nhà nước Palestine
Tổng thống Nhà nước Palestine (tiếng Ả Rập: رئيس دولة فلسطين) là người đứng đầu Nhà nước Palestine, đồng thời là Chủ tịch Chính quyền Quốc gia Palestine. Cả hai chức vụ đều do Yasser Arafat nắm giữ từ năm 1988 đến khi qua đời và sau đó là Mahmoud Abbas thay thế. Vào tháng 5/2005, Hội đồng Trung ương Palestine đã bổ nhiệm Mahmoud Abbas làm Tổng thống Nhà nước Palestine. Tháng 11/2008, Hội đồng Trung ương Palestine tiếp tục bổ nhiệm Mahmoud Abbas làm Tổng thống Nhà nước Palestine.

## Bối cảnh
Vào tháng 11/1988, Tổ chức Giải phóng Palestine (PLO) tuyên bố thành lập Nhà nước Palestine. Chủ tịch Tổ chức Giải phóng Palestine Yasser Arafat nhận chức vụ Tổng thống Nhà nước Palestine. Liên Hợp Quốc công nhận PLO là đại diện duy nhất của nhân dân Palestine. PLO thành lập Quốc hội và chính phủ lưu vong, cả hai đều đại diện cho nhân dân Palestine trên toàn thế giới.
Hiệp ước Oslo thành lập song song Chính quyền Quốc gia Palestine và Hội đồng Lập pháp Palestine, cả hai đều đại diện cho nhân dân Palestine tại các lãnh thổ bị chiếm đóng. Từ năm 1994, Yasser Arafat nhận chức vụ Chủ tịch Chính quyền Quốc gia Palestine, chức vụ được củng cố sau cuộc Tổng tuyển cử năm 1996. Kể từ đó cả hai chức vụ đều được đồng đảm nhiệm bởi một người.
Trong năm 2012, Liên Hợp Quốc công nhận "Nhà nước Palestine" là quốc gia quan sát viên phi thành viên, nhưng điều này đã không bãi bỏ các chức năng của Tổng thống Nhà nước Palestine, vì những chức năng này có nguồn gốc từ Hiệp ước Oslo.

## Bầu cử
Không giống như Chủ tịch Chính quyền Quốc gia Palestine, Tổng thống Nhà nước Palestine được Hội đồng Trung ương Tổ chức Giải phóng Palestine chỉ định. Trong năm 1989, Yasser Arafat được bầu làm Tổng thống đầu tiên. Vào thời điểm đó các tổ chức đều bầu Yasser Arafat làm lãnh đạo của mình. Sau khi Yasser Arafat qua đời (tháng 11/2004) chức vụ bị khuyết. Trong tháng 5/2005, 4 tháng sau khi Mahmoud Abbas được bầu làm Chủ tịch Chính quyền Quốc gia Palestine, Hội đồng Trung ương Palestine chỉ định làm quyền Tổng thống Nhà nước Palestine. Ngày 23/11/2008, Hội đồng Trung ương chính thức bổ nhiệm Abbas làm Tổng thống Nhà nước Palestine.

## Danh sách Tổng thống (1989-nay)
| #                                        | Chân dung | Tên (Sinh-Mất)            | Nhiệm kỳ                                             | Nhiệm kỳ                            | Đảng                                 |
| ---------------------------------------- | --------- | ------------------------- | ---------------------------------------------------- | ----------------------------------- | ------------------------------------ |
| 1                                        |           | Yasser Arafat (1929–2004) | 2/4/1989                                             | 11/11/2004 (mất khi đang tại nhiệm) | Fatah (Tổ chức Giải phóng Palestine) |
| Chức vụ bỏ trống (11/11/2004 – 8/5/2005) |           |                           |                                                      |                                     |                                      |
| 2                                        |           | Mahmoud Abbas (1936–)     | Quyền từ ngày 8/5/2005 Chính thức từ ngày 23/11/2008 | Tại nhiệm                           | Fatah (Tổ chức Giải phóng Palestine) |